# Szynkielów (gromada)
Szynkielów – dawna gromada, czyli najmniejsza jednostka podziału terytorialnego Polskiej Rzeczypospolitej Ludowej w latach 1954–1972.
Gromady, z gromadzkimi radami narodowymi (GRN) jako organami władzy najniższego stopnia na wsi, funkcjonowały od reformy reorganizującej administrację wiejską przeprowadzonej jesienią 1954 do momentu ich zniesienia z dniem 1 stycznia 1973, tym samym wypierając organizację gminną w latach 1954–1972.
Gromadę Szynkielów siedzibą GRN w Szynkielowie utworzono – jako jedną z 8759 gromad na obszarze Polski – w powiecie wieluńskim w woj. łódzkim, na mocy uchwały nr 40/54 WRN w Łodzi z dnia 4 października 1954. W skład jednostki weszły obszary dotychczasowych gromad Szynkielów i Bębnów ze zniesionej gminy Konopnica w tymże powiecie. Dla gromady ustalono 11 członków gromadzkiej rady narodowej.
Gromadę zniesiono 31 grudnia 1961, a jej obszar włączono do gromad: Wielgie (wieś Szynkielów, kolonię Szynkielów A, kolonię Szynkielów-Urocze i kolonię Cisów) i Konopnica (wieś Bębnów).